# Tiago Gouveia
Tiago Gouveia né le 18 juin 2001 à Lisbonne au Portugal, est un footballeur portugais qui évolue au poste d'ailier droit au Benfica Lisbonne.

## Biographie

### En club
Tiago Gouveia passe par le Sporting CP dans les équipes de jeunes, avant de rejoindre le 4 juillet 2017 le centre de formation du Benfica Lisbonne, où il poursuit sa formation.
Le 27 juillet 2022, Tiago Gouveia est prêté pour une saison au GD Estoril-Praia,.

### En sélection
Avec les moins de 16 ans, Gouveia inscrit quatre buts : deux buts lors d'une double confrontation face à la Belgique, puis un but contre la Suède, et enfin un dernier but face à la Turquie.
Par la suite, avec les moins de 18 ans, il inscrit deux nouveaux buts, contre la Pologne et la Norvège.
Tiago Gouveia est ensuite sélectionné avec l'équipe du Portugal des moins de 19 ans pour participer au championnat d'Europe des moins de 19 ans en 2019, qui se déroule en Arménie. Lors de cette compétition, il joue quatre rencontres et se distingue en inscrivant un doublé après être entré en cours de match, lors de la victoire de son équipe contre l'Arménie le 20 juillet (4-0). Il entre également en jeu lors de la finale du tournoi, mais ne peut empêcher la défaite du Portugal par l'Espagne (0-2).
Tiago Gouveia joue son premier match avec l'équipe du Portugal espoirs le 18 novembre 2022, contre la Tchéquie. Il entre en jeu à la place d'André Almeida et son équipe s'impose par cinq buts à un.

## Palmarès
Portugal des moins de 19 ans
- Finaliste du championnat d'Europe en 2019.